# Bobal

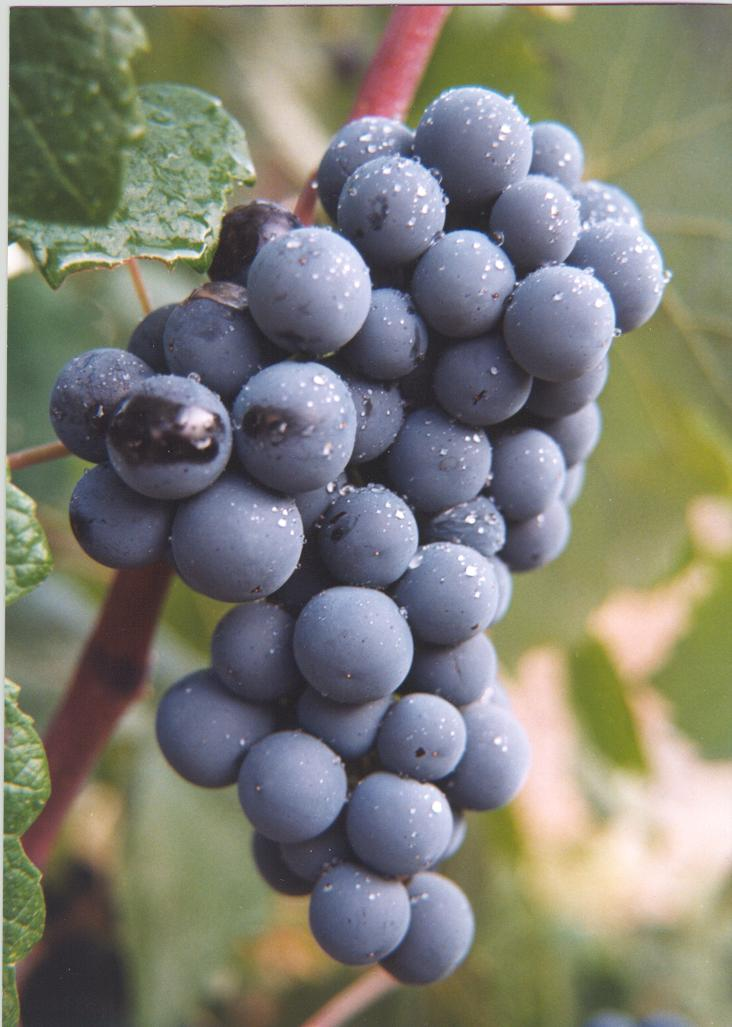
Bobal-druiven

De Bobal is een inheemse Spaanse druivenras van de vitis vinifera.

## Geschiedenis
Dit ras komt uit de buurt van de dorpen Utiel en Requena, in de provincie Valencia in het oosten van centraal Spanje, waar het de meest voorkomende druif is. Voor het eerst wordt de naam genoemd in een 15e-eeuws geschrift uit de regio. DNA-onderzoek zal nog moeten uitwijzen waar de precieze oorsprong ligt. 

## Kenmerken
Een sterke groeier, die zeer goed bestand is tegen het zeer kort snoeien van de plant. Waar normaal toch behoorlijk wat blad behouden blijft om de druiven enigszins te beschermen tegen de felle zon, is dat bij deze druif niet nodig. Zeer lange periodes van extreme temperaturen deren deze druif dan ook geenszins. Wel is de druif gevoelig voor echte meeldauw een botrytis.
Er ontstaan grote trossen, met middelgrote druiven, die dicht op elkaar groeien.
De wijn is diep van kleur met een zachte afdronk, want de tannines zijn merendeels afgebroken als de wijn even de tijd heeft gekregen om te rijpen. Anno 2012 heeft deze variëteit meer erkenning gekregen en wordt niet meer alleen gezien als bulkwijn. Zeker wijnbouwers die deze druif aanplanten op hoger gelegen gedeeltes, zo rond de 700 meter, zijn in staat om goede wijnen te maken. De zuurgraad ligt hoger dan die van bijvoorbeeld de Monastrell.

## Gebieden
Deze druif wordt voornamelijk verbouwd in de provincies Valencia, Cuenca en Albacete, die allen in het oosten van centraal Spanje liggen. Het totale oppervlakte beslaat ruim 85.000 hectare. Buiten Spanje komt dit ras niet voor.

## Synoniemen
- Balau
- Balauro
- Benicarlo
- Boal
- Bobal Noir
- Bobos
- Carignan d'Espagne

- Carignan d'Espagne à Fronton
- Carignan Espagnol
- Coreana
- Espagnol
- Folle Blanche du Minervois
- Pobreton
- Provechon

- Rageno
- Rajeno
- Requena
- Requenera
- Requeno
- Terret d'Espagna
- Tinto de Requena

- Tinto de Zurra
- Valenciana
- Valenciana Tinta
- Valenciana Tinto
- Vinate
- Vinate Tinto
- Vinater